# Висока у Прибраму
Висока у Прибраму (чеш. Vysoká u Příbramě) је насељено мјесто са административним статусом сеоске општине (чеш. obec) у округу Прибрам, у Средњочешком крају, Чешка Република.

## Становништво
Према подацима о броју становника из 2014. године насеље је имало 341 становника.